# 東金斯頓 (新罕布什爾州)
東金斯頓（英語：East Kingston）是一個位於美國新罕布什爾州羅京安縣的鎮。

## 人口
根據2020年美國人口普查的數據，東金斯頓的面積為25.83平方千米，當中陸地面積為25.68平方千米，而水域面積為0.15平方千米。當地共有人口2441人，而人口密度為每平方千米95人。